# Marienkapelle (Unterbimbach)

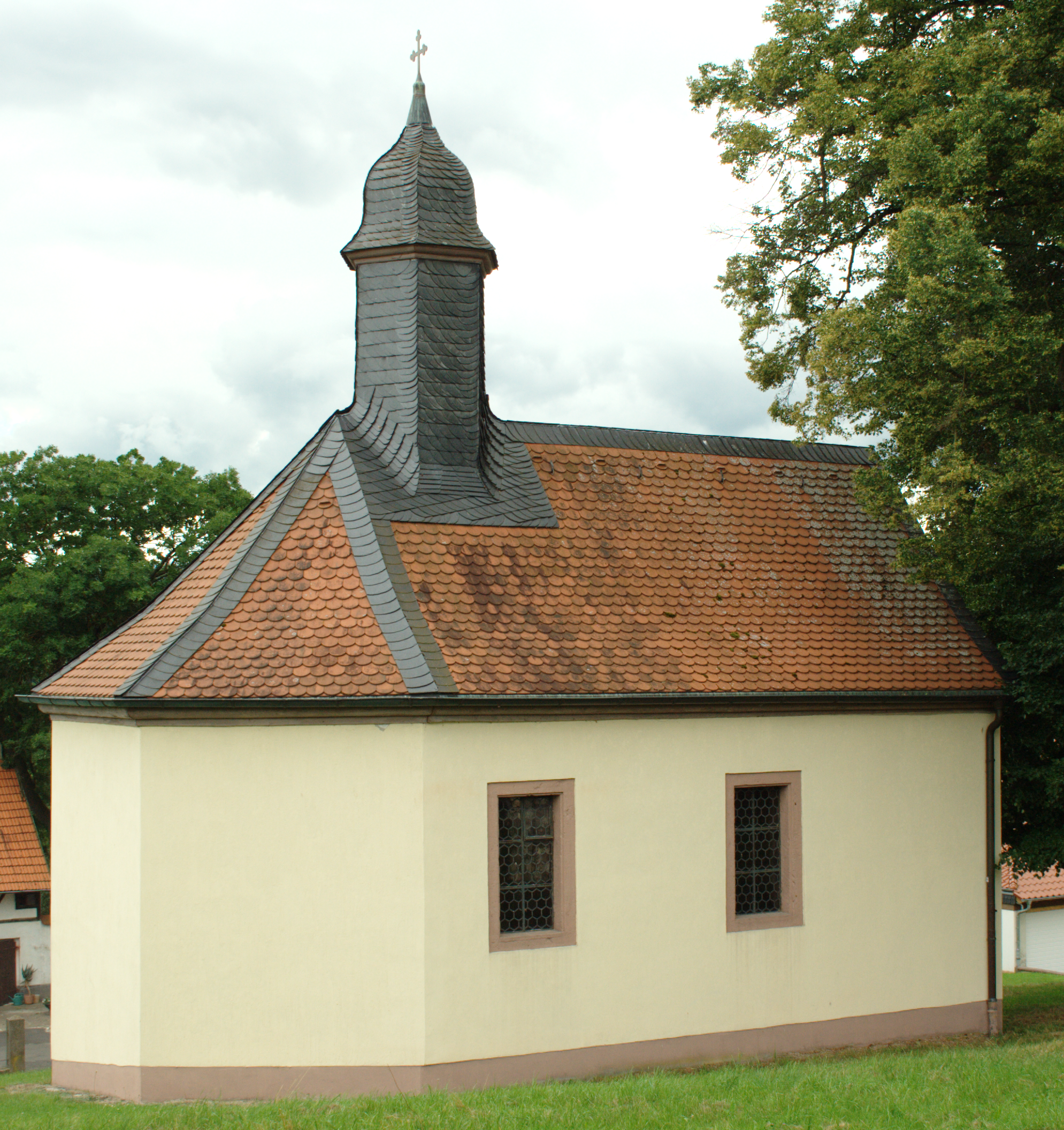
Marienkapelle in Unterbimbach

Die römisch-katholische Marienkapelle ist ein denkmalgeschütztes Kirchengebäude, das in der Gemarkung Unterbimbach von Bimbach steht, einem Ortsteil der Gemeinde Großenlüder im Landkreis Fulda in Hessen. Sie gehört zur Pfarrei St. Laurentius (Bimbach) im Pastoralverbund Kleinheiligkreuz im Dekanat Neuhof-Großenlüder des Bistums Fulda.

## Beschreibung
Die Kapelle wurde 1715 erbaut und am 14. Juli 1717 geweiht. Die verputzte Saalkirche hat ein Kirchenschiff von zwei Jochen und einen Chor mit einem dreiseitigen Schluss. Aus dem Satteldach des Kirchenschiffs erhebt sich ein sechseckiger, schiefergedeckter Dachreiter, auf dem eine glockenförmige Haube sitzt. Die Gewände der rechteckigen Fenster sind aus Sandstein. 
Der Innenraum ist mit einer hölzernen Flachdecke überspannt. Ein kleiner holzgeschnitzter, barocker Altar hat eine Statue der Maria, die von korinthischen Säulen flankiert wird. An der linken Seitenwand steht ein hohes, barockes Holzkreuz auf einem niedrigen Steinsockel. Am rückwärtigen Teil des Kirchenschiffs wird die Empore von zwei Pfeilern getragen. An den Seitenwänden hängen die vierzehn Stationen des Kreuzweges aus kleinen Ölbildern von 1667.